# École polonaise des Batignolles
L’École polonaise des Batignolles (Szkoła Narodowa Polska w Paryżu) est un établissement scolaire polonais, créé en 1842 à Châtillon-sous-Bagneux et installé en 1844 dans le quartier des Batignolles à Paris, à l'initiative de membres de l'émigration polonaise en France occasionnée par la défaite de l'insurrection de 1830-1831, notamment grâce à l'implication personnelle du général Józef Dwernicki.

## Historique

### XIXesiècle
L'école est fondée en 1842 par le général Józef Dwernicki et le poète Antoni Gorecki, avec l'accord des autorités françaises, pour accueillir les enfants des émigrés, à la suite des premières insurrections polonaises.
Le premier emplacement permanent de l'école se trouvait au 56 boulevard des Batignolles, et c'est en 1874 qu'elle a été déplacée au 13-15, rue Lamandé.
Les bâtiments de style Louis XIII en brique, pierre et ardoise, sont disposés autour d'une cour fermée par une grille et deux pavillons. Trois sculptures de Cyprian Godebski rendent hommage à deux grands pédagogues polonais et au docteur Séverin Gałęzowski, bienfaiteur de l'école.
Le 8 avril 1869, l’École polonaise des Batignolles est reconnue comme établissement d’utilité publique.

### XXesiècle
Fermée en 1922, elle est reconstituée en 1939 sous le nom de lycée Cyprian Kamil Norwid à l'initiative de l'abbé Franciszek Cegiełka (pl), membre des Pallottins, recteur de la mission catholique polonaise en France, mais transférée en 1940 du fait de la guerre à Villard-de-Lans sous le nom de lycée polonais de Villard-de-Lans. Revenue à Paris après la Libération, elle est de nouveau fermée en 1963.
L'École est réactivée en 1976 et existe depuis lors sans interruption, offrant notamment un enseignement complémentaire aux enfants inscrits dans des établissements primaires ou secondaires français.

### Situation actuelle
Son nom officiel est : en polonais « Punkt Konsultacyjny im. Adama Mickiewicza przy Ambasadzie RP w Paryżu », en français « École Adam Mickiewicz auprès de l'ambassade de Pologne à Paris ». C'est une composante du Centre de développement de l’éducation polonaise à l’étranger (Ośrodek Rozwoju Polskiej Edukacji za Granicą - ORPEG).
Jusqu'en 2012, elle partageait ses locaux avec l'antenne de l'Académie polonaise des sciences à Paris (Stacja Naukowa w Paryżu), dont le siège se trouve rue Lauriston. Elle en a actuellement la jouissance complète.
Une antenne de l'école fonctionne depuis 1994 auprès de la paroisse polonaise Sainte-Geneviève, 18, rue Claude-Lorrain, dans le 16e arrondissement,.

## Autres établissements polonais en France

### Île-de-France
D'autres établissements reconnus par les autorités polonaises existent, comme à Aulnay-sous-Bois (depuis 2000) ou, auprès de l’École Saint-François d'Eylau, l'école Nova Polska (ouverte en 2009), sous le patronage du centre de langue et de culture polonaise à l’étranger de l’université Jagellonne.

### Hors d'Île-de-France

D'autres écoles polonaises existent en France, notamment celles sous la tutelle de l'ambassade de Pologne en France ou du consulat général de Pologne à Lyon et rattachées à l'ORPEG :
- école polonaise de Lyon[7],
- école polonaise de Lille[8].

## Sections polonaises dans le système scolaire français
Quatre sections internationales peuvent déboucher sur l'option internationale du baccalauréat en polonais dans des lycées publics français :
1. Lycée Montaigne à Paris[9]
2. Lycée international de Saint-Germain-en-Laye + Collège les Hauts Grillets (classes de collège et de lycée)[10]
3. Cité scolaire internationale (Lyon) (lycée de Gerland)[11]
4. Lycée international des Pontonniers + École élémentaire du Conseil des XV à Strasbourg